# 盧納港 (新墨西哥州)
盧納港（英語：Puerto de Luna）是位於美國新墨西哥州瓜達盧佩縣的普查規定居民點。

## 人口
根據2020年美國人口普查的數據，盧納港的面積為36.75平方千米，皆為陸地。當地共有人口155人，而人口密度為每平方千米4.22人。